# Zuignap

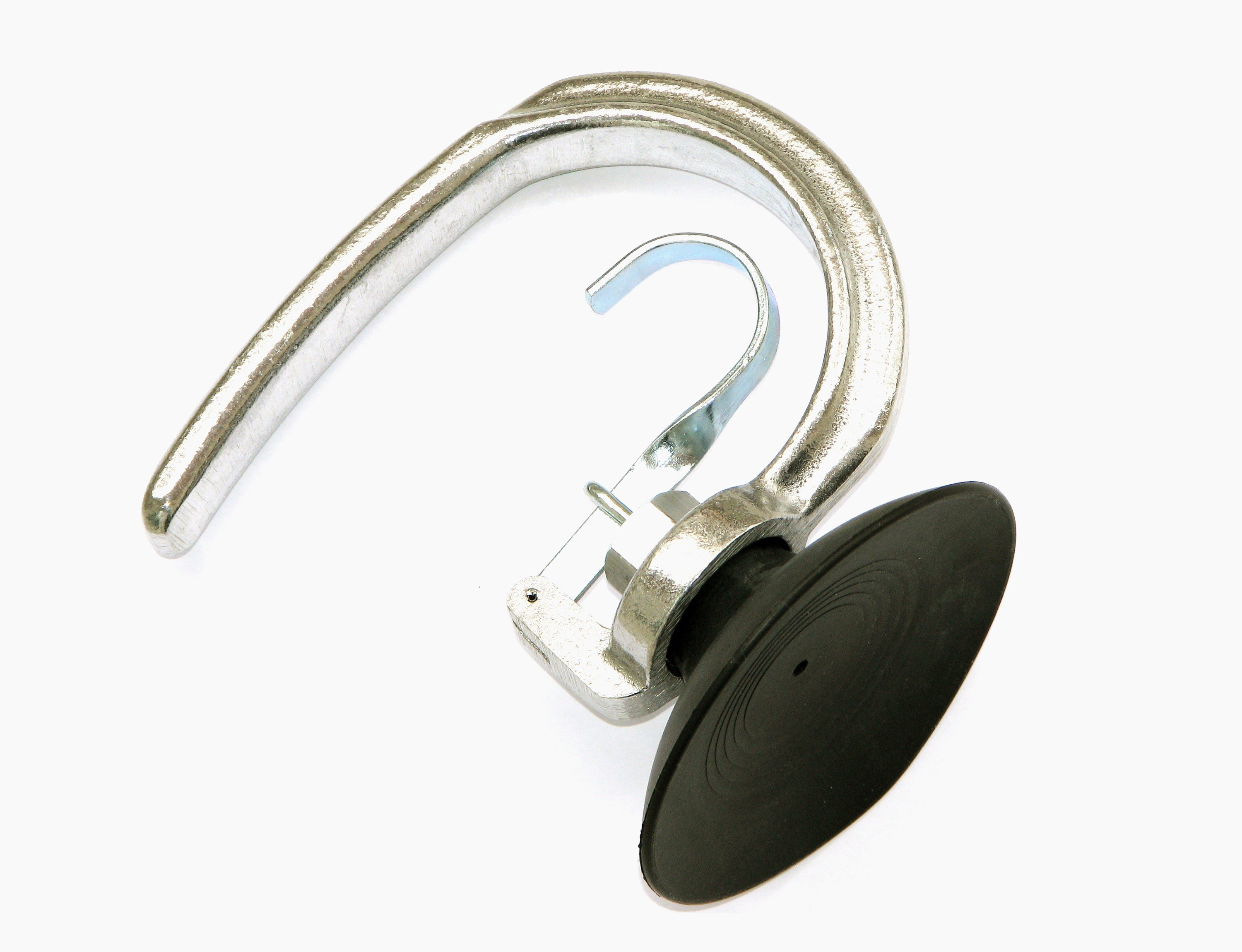
Zuignap

Een zuignap is een komvormig, rond voorwerp dat gemaakt is van flexibel materiaal zoals rubber of een rubber-achtige stof en dat met luchtdruk op een vlakke ondergrond - zoals glas of een muurtegel - kan worden vastgemaakt.
Het vacuüm onder een zuignap ontstaat doordat er vanuit het midden aan de zuignap wordt getrokken, terwijl de randen luchtdicht aan de ondergrond zijn gehecht. 
De eenvoudigste zuignappen zijn gecombineerd met een haakje waaraan een voorwerp, zoals een handdoek of kalender, kan worden opgehangen. De zuignap wordt vastgezet door erop te drukken, waardoor de lucht wordt weggedrukt. Laat men daarna de zuignap los dan tracht hij de oorspronkelijke komvorm te herstellen waardoor er onder de zuignap een lagere luchtdruk ontstaat.
Grotere zuignappen zijn voorzien van een constructie om het middelste deel omhoog te trekken. Een glaszetter gebruikt een dergelijke zuignap om een ruit te kunnen hanteren. Tegels in een systeemvloer kunnen ermee worden opgetild. Verder wordt zo'n zuignap gebruikt om navigatieapparatuur op een autoruit te bevestigen.
Meestal zal er op de duur lucht onder een zuignap komen, waardoor hij na enige tijd van de ondergrond losraakt. 
Om een zuignap los te maken moet een kracht worden geleverd die het ontstane vacuüm overtreft. Veel zuignappen hebben daarom een lipje aan de rand waaraan getrokken kan worden zodat er lucht wordt ingebracht en het vacuüm wordt opgeheven.
De theoretische bovengrens voor de rekspanning van een zuignap is de luchtdruk.

## In de natuur
Zuignappen of zuigmonden komen ook voor in de natuur. Inktvissen gebruiken ze om prooien te overmeesteren. Sommige mannelijke waterkevers, zoals de geelgerande waterroofkever, houden er tijdens de paring het vrouwtje mee vast. Grondels gebruiken een zuignap om zich te zekeren, bijvoorbeeld in snelstromend water.